# Understenshöjden

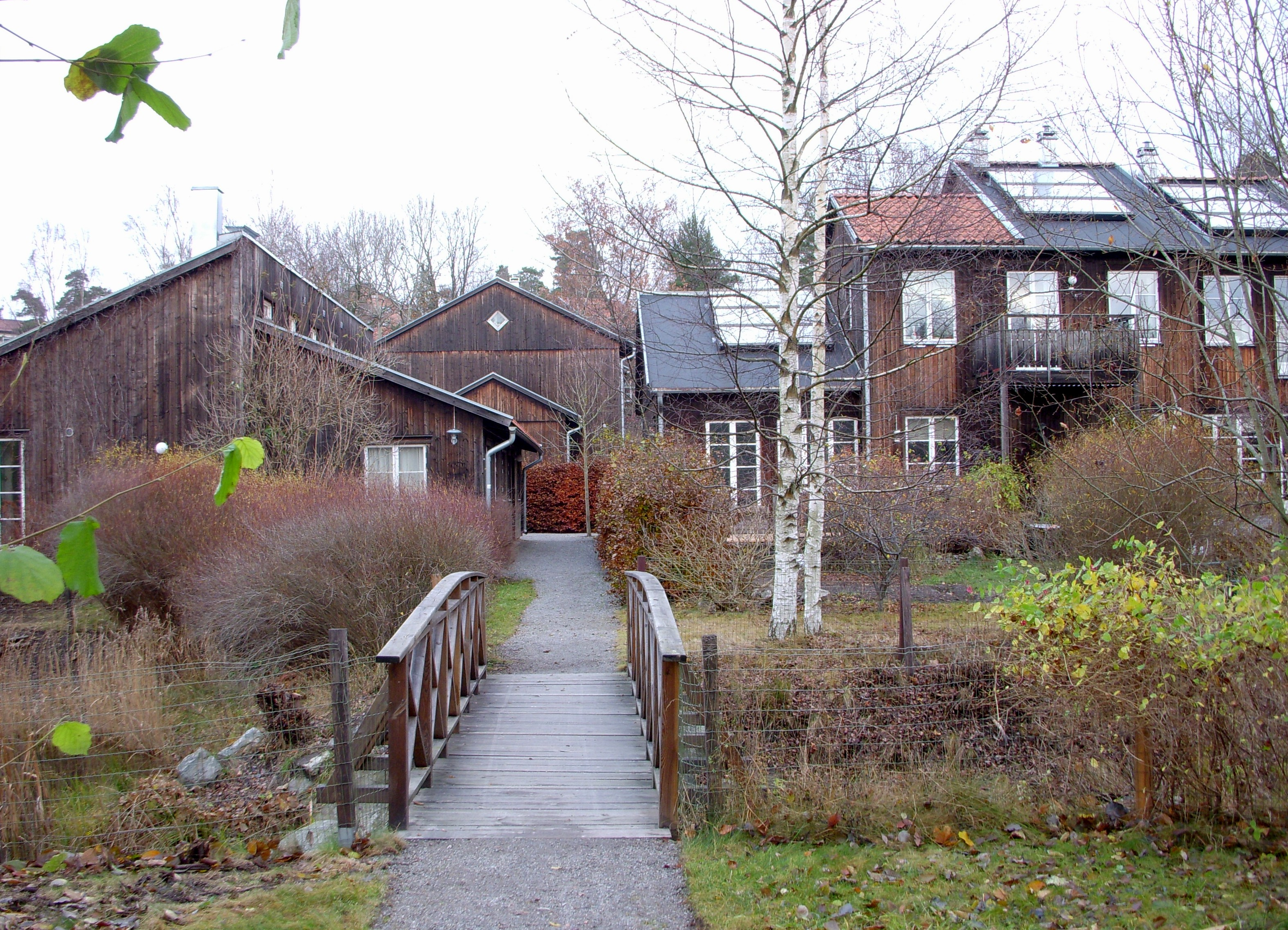
Understenshöjden i november 2009

Understenshöjden är en ekoby vid Understensvägen i Björkhagen i Stockholm som består av 44 lägenheter i 14 en- och tvåplanshus samt ett kvartershus. Understenshöjden byggdes på 1990-talet och räknas som Stockholms första ekologiskt inriktade småhusområde. Understenshöjden är en bostadsrättsförening inom HSB. Namnet Understenshöjden respektive Understensvägen kommer från fyrplatsen Understen i Södra kvarken. Anledningen till namnet är att i den angränsande stadsdelen Kärrtorp har kategorin «fyrar» använts.

## Bakgrunden
År 1989 bildades intresseföreningen EBBA (ekologiskt byggande i Björkhagen)  med målet att förverkliga ett ekologiskt boende under boendedemokratiska former. Genom ett samarbete med HSB och Småa-hus fick föreningen en markanvisning i Björkhagen. Planeringen av projektet har utformats till stora delar ifrån boendegruppens önskemål. Härvid lades stor vikt på bland annat användande av "sunda" naturmaterial, som trägolv, träfasader och takpannor av lertegel.  Byggnaderna skulle ha låg energiförbrukning och skulle uppföras med minsta möjliga ingrepp i naturen. Planeringsprocessen blev lång och delvis besvärlig och flera medlemmar byttes ut under projektets gång.

## Byggnader och installationer
Understenshöjden byggdes åren 1994-1996 av HSB Produktion AB, arkitekt var Bengt Bilén. Området består av 44 lägenheter med mellan 58 och 155 kvadratmeter yta i 14 en- och tvåplanshus som grupperar sig kring fem gårdsbildningar. Dessutom finns ett kvartershus som innehåller bland annat tvättstuga och panna. Husen står på plintar för att kunna spara naturen under byggnaderna. Takhöjden är 2,70 meter och därmed 30 cm högre än vad normen kräver. Ytterväggarna är värmeisolerade med cellulosaflis och ytterfasadernas träpanel är behandlad med järnvitriollösning som gör att virket grånar snabbare. Golven är utförda i massiv furu som behandlats med såpa eller oljats. I våtrum finns klinkergolv.
Uppvärmningen sker dels genom en cirka 7,5 kvadratmeter stor solfångare på varje hustak, dels en värmecentral som eldas med pellets. Allt hushållsavfall källsorteras redan i köken och komposteras sedan i varmkompost. Restavfall och återvinningsbart material går till kommunal avhämtning.

## Kritik
År 2000 rapporterade tidskriften Byggindustrin att Understenshöjden blivit ett "fiasko". Främst har energiförbrukningen blivit mycket högre än ursprungligen beräknat, cirka 300 kWh/år mot beräknade 140 kWh/år, vilket är långt över förbrukningen för ett vanligt, konventionellt byggt hus. De solfångare som sattes upp fungerade dåligt och de boende fick sätta upp egna direktverkande el-radiatorer vilket ökat förbrukningen. En del boende har dessutom drabbats av drag, fukt och mögel. Kritiken har till stor del berott på tidigare problem eller missförstånd som åtgärdas efter byggprocessen enligt boende i en intervju i tidningen Byggvärlden, 2009.

## Bilder

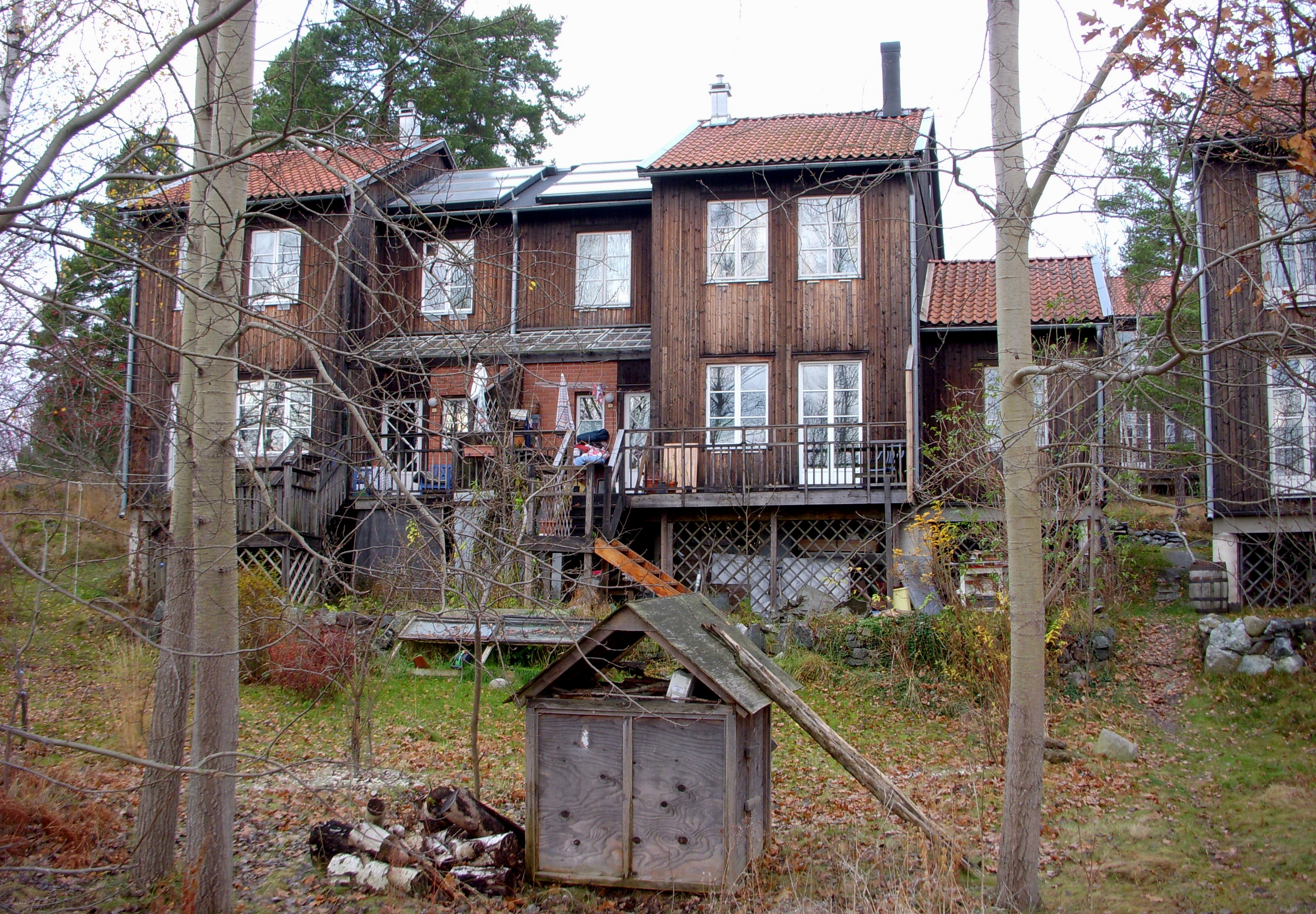
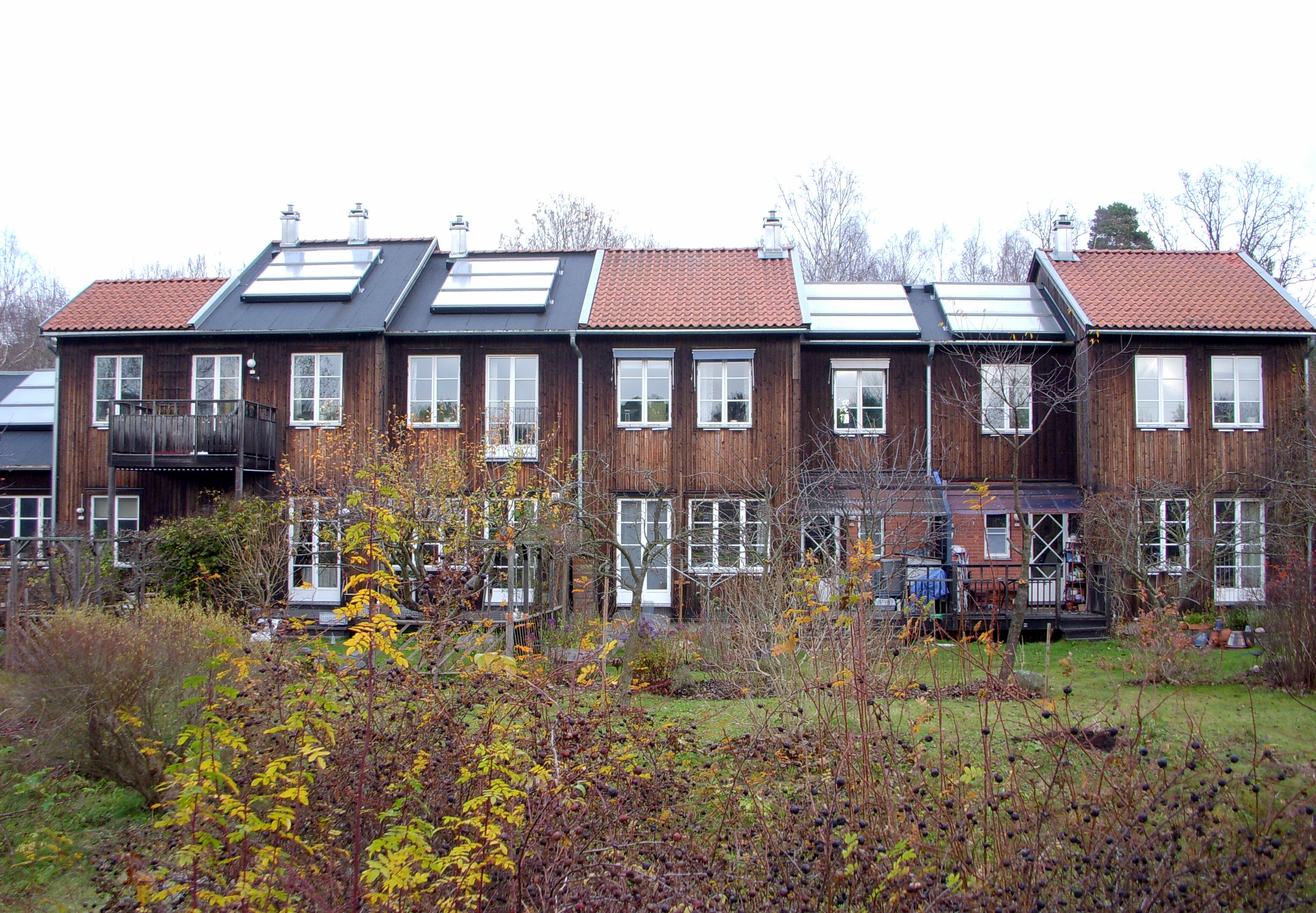
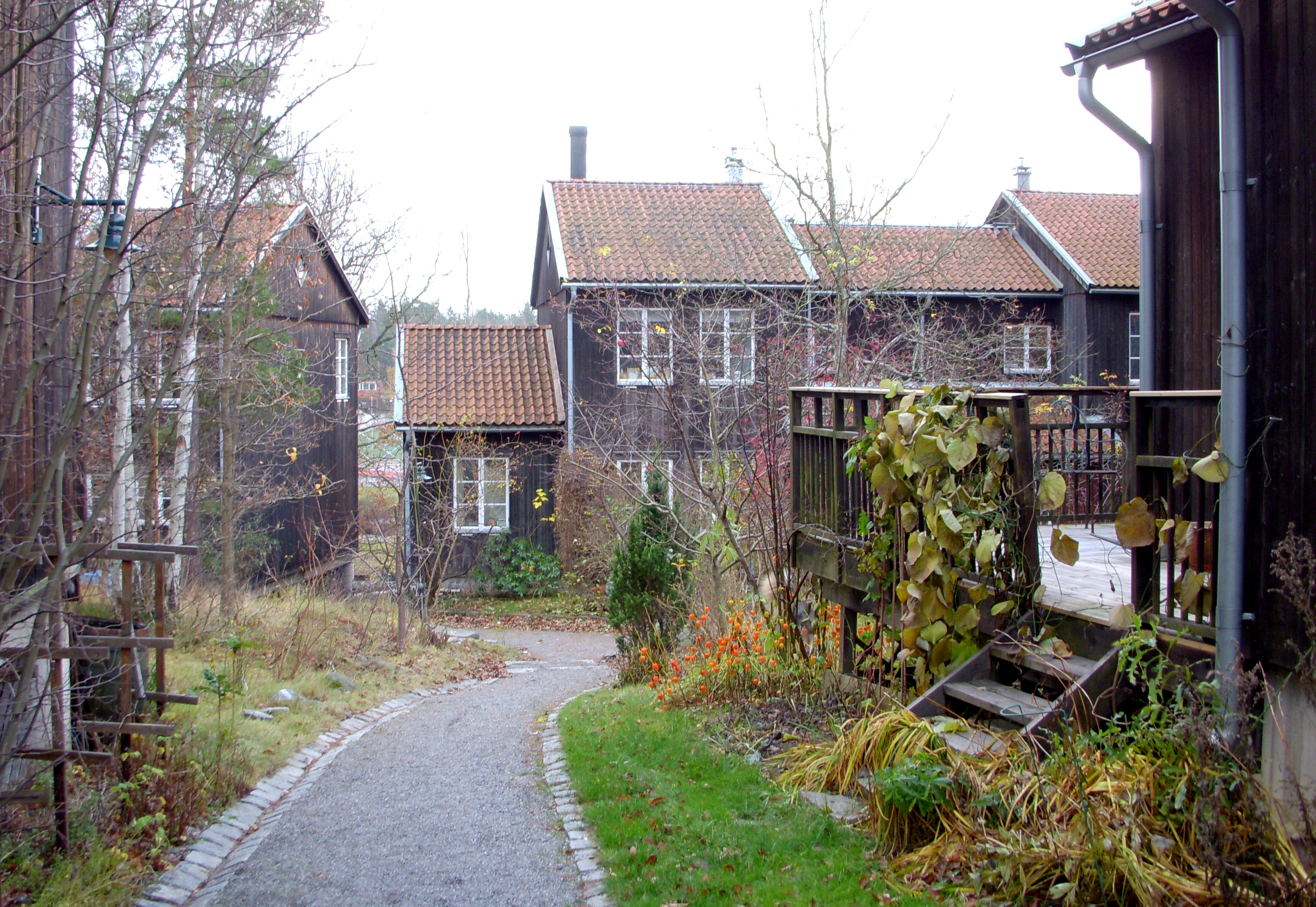
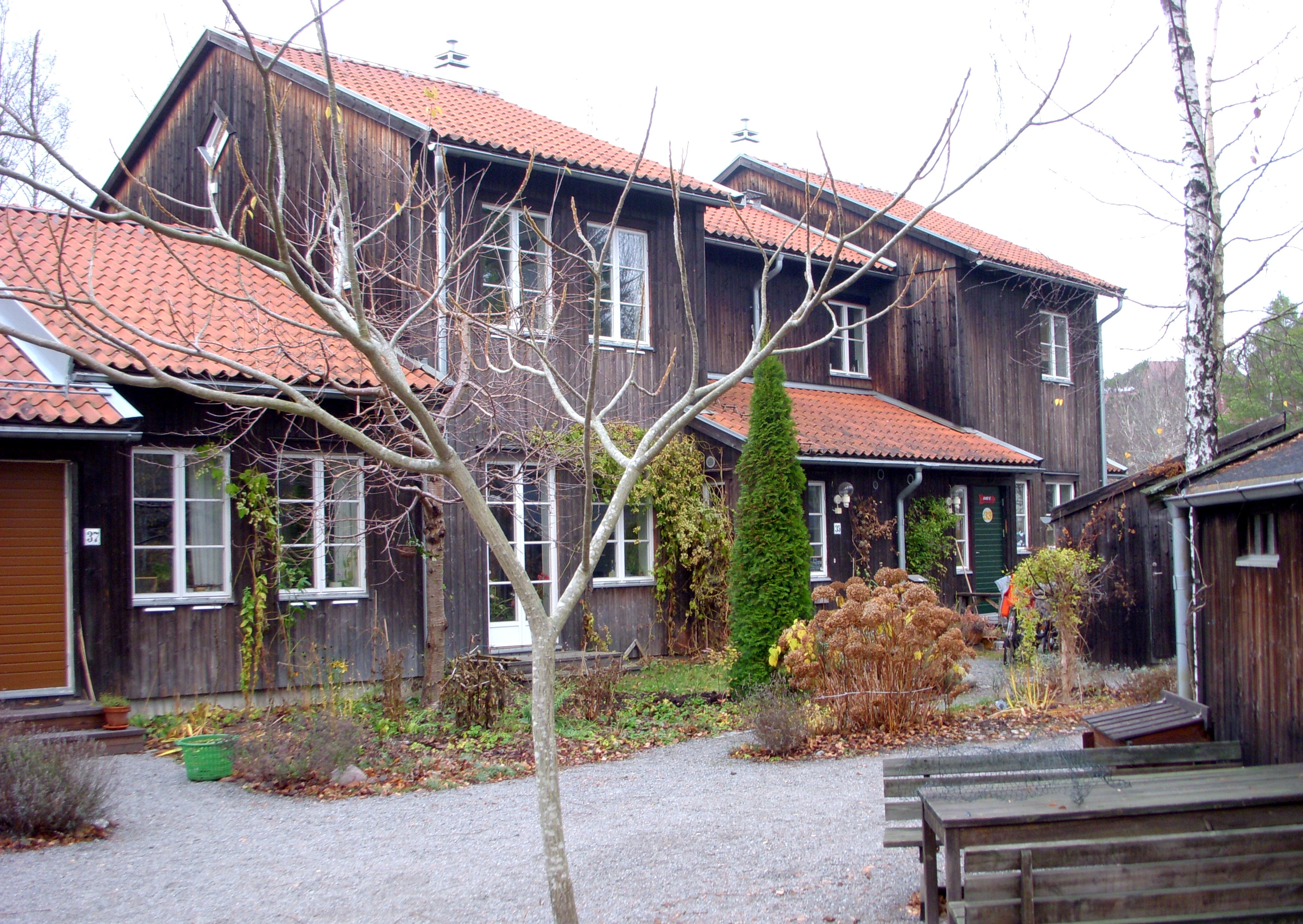